# Maria van Hongarije (1257-1323)

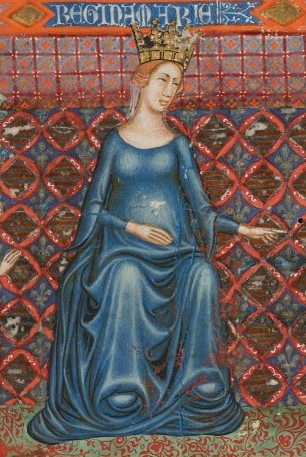
Maria van Hongarije, koningin van Napels

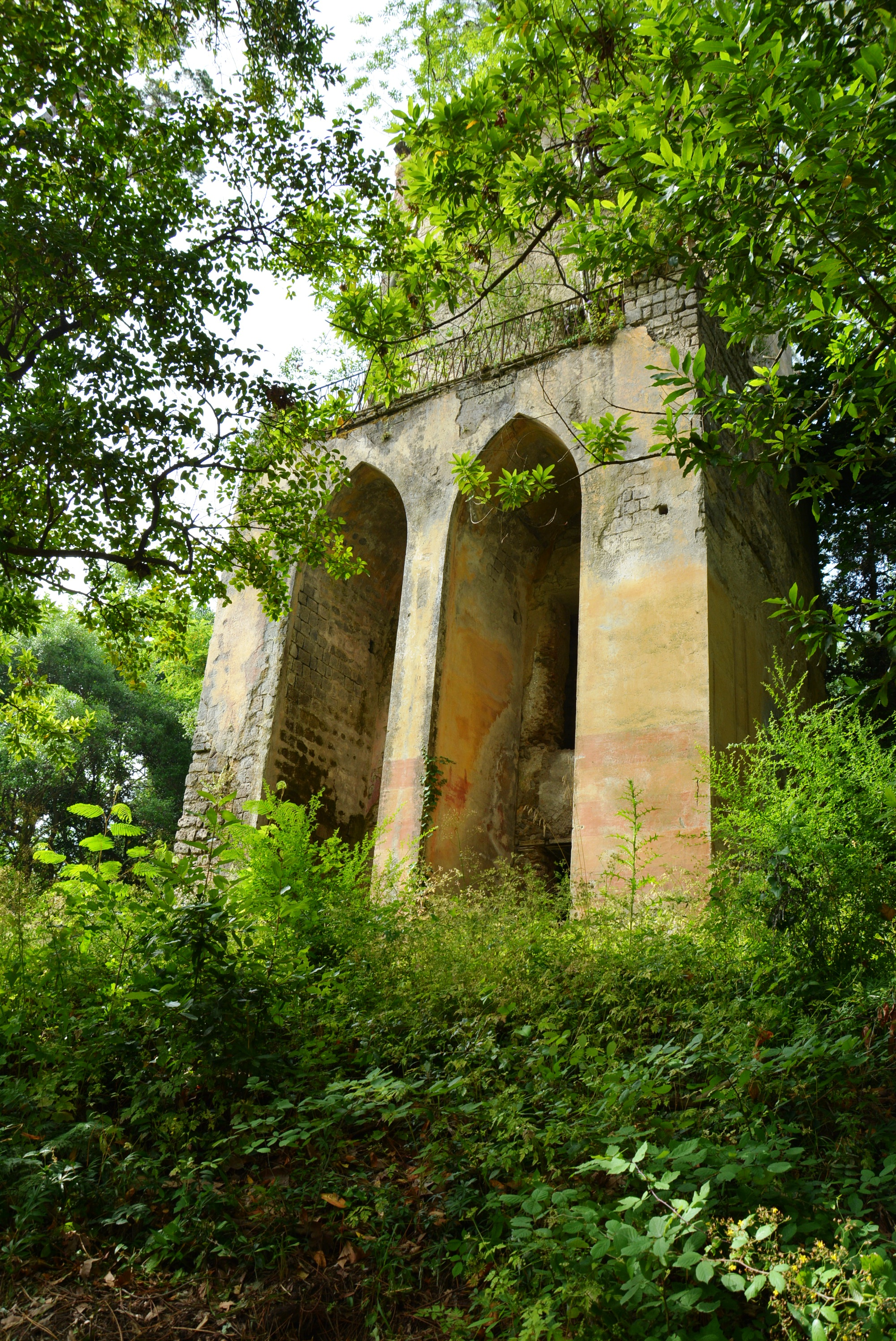
Paleis van Quisisana, oudste deel

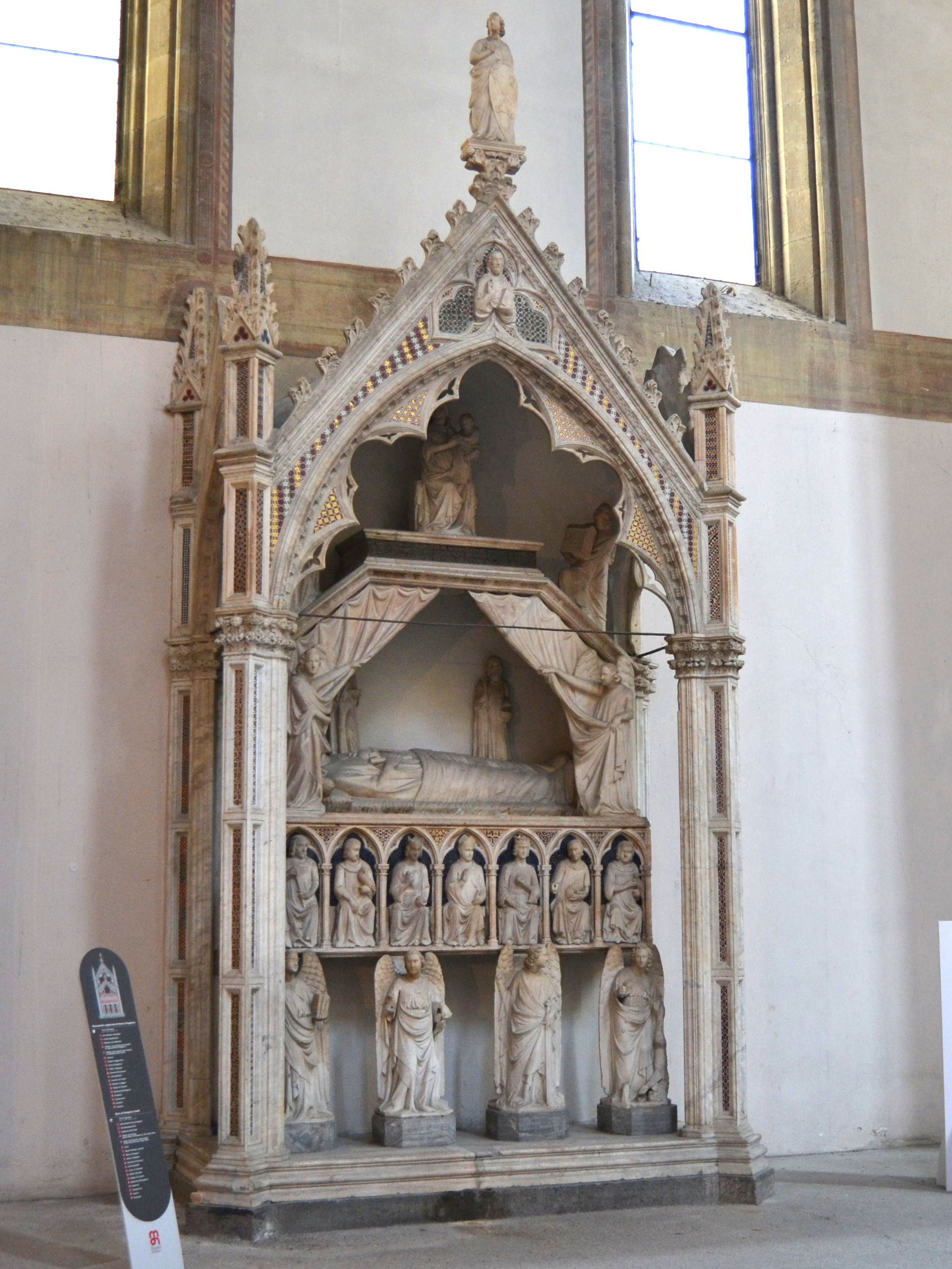
graftombe in de kerk van Santa Maria Donna Regina Vecchia (Napels)

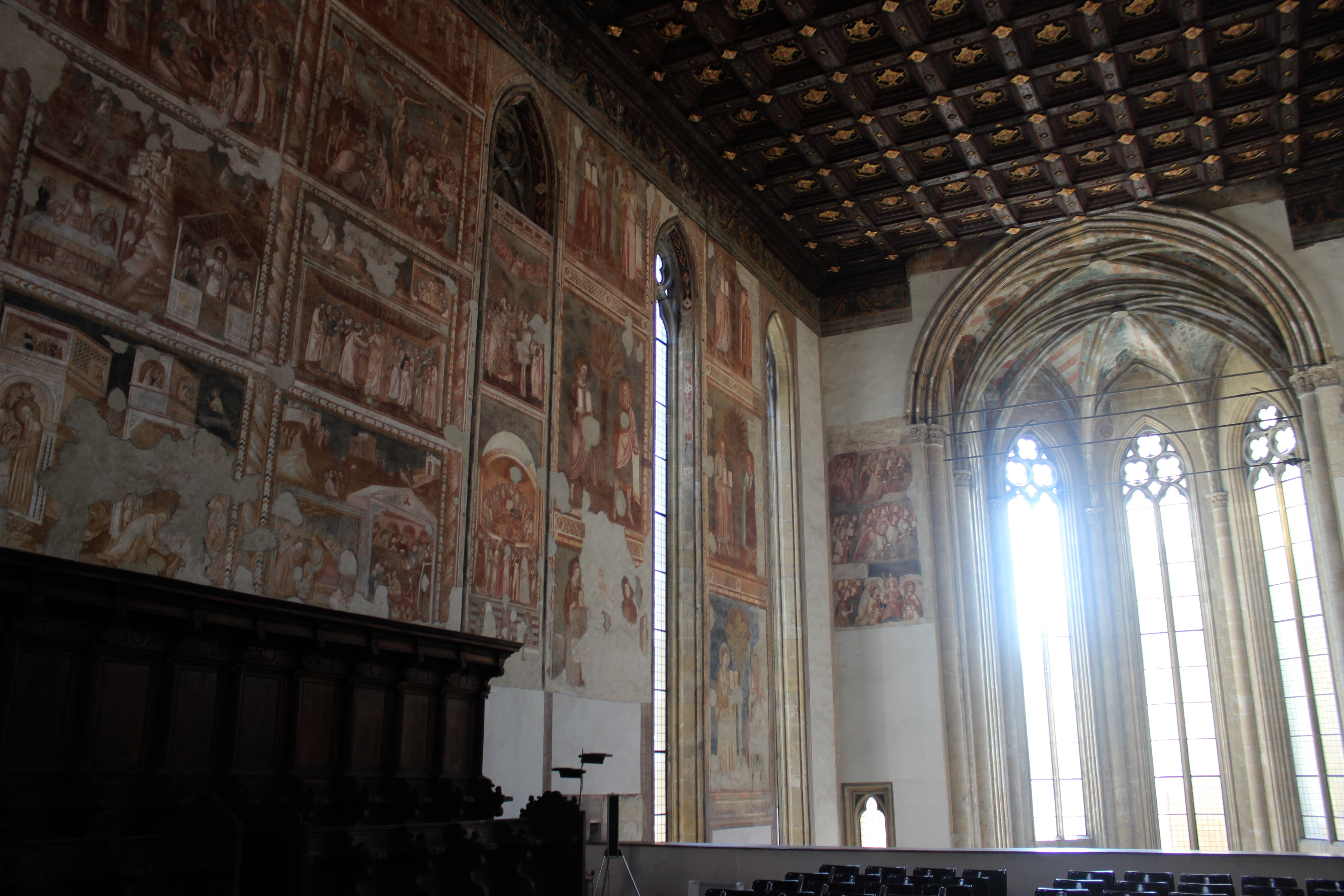
Kerk van Santa Maria Donna Regina Vecchia (Napels)

Maria van Hongarije (1257 — Napels, 25 maart 1323) was koningin-gemalin van Napels, Jeruzalem en Achaje, als echtgenote van Karel II van Napels. Zij was een Hongaarse prinses en poogde vergeefs haar zoon Karel Martel op de Hongaarse troon te krijgen. 
Zij is de stammoeder van het Huis Anjou-Sicilië. 

## Levensloop

### Prinses van Hongarije
Maria was de oudste dochter van Stefanus V en Elisabeth van Koemanië, het Hongaarse vorstenpaar. Zij behoorde tot de dynastie der Arpaden. 

### Prinses van Salerno
Zij huwde in Napels (1270) met de kroonprins van Sicilië en Napels, Karel van het recent gestichte Huis Anjou-Sicilië. Karel droeg de titel van prins van Salerno en Maria werd prinses van Salerno. Karel had als bijnamen de Mankepoot, de Priester of de Monnik en was in de ogen van haar schoonvader een slappeling. Haar schoonvader, Karel I, wenste kost wat kost zijn Angevijnse dynastie te planten in Sicilië. Hij bestuurde met ijzeren hand. Het rijk van haar schoonvader bleek alleszins niet populair, wat zwaar tot uiting kwam met de Siciliaanse Vespers, een bloedige opstand (1282). De opstandelingen kregen militaire steun van de Kroon van Aragon. De Aragonezen pakten haar man Karel op (1284) tijdens een zeeblokkade in Napels; Karel wou zich ten overstaan van zijn vader bewijzen, als vechtjas en dit tegen het bevel in van zijn vader. Het gevolg was dat Karel vier jaren in gevangenschap verbleef (1284-1288), eerst in Cefalu op Sicilië later in Barcelona. 
Tot overmaat van ramp stierf haar schoonvader in 1285. Maria werd gravin-gemalin van Provence en Anjou, en koningin-gemalin van Sicilië, als echtgenote van Karel II. Meer dan de helft van het grondgebied is in Aragonese handen, met name Sicilië en enkele kastelen in Zuid-Italië. Paus Martinus IV benoemde Maria niet als regent van het ontredderde koninkrijk Sicilië maar wel kardinaal Gerald van Parma. Paus Honorius IV benoemde bovendien een co-regent, namelijk Robert II, graaf van Artesië. In 1288 kocht Karel II zich vrij en verzaakte bovendien aan de Siciliaanse koningskroon ten voordele van Aragon. Karel voerde drie zonen in zijn plaats naar de gevangenis van Barcelona. Het ging om Lodewijk, Robert de Wijze en Raymond Berengarius van Andria. Hun oudste zoon Karel Martel ging niet in de gevangenis. Karel reisde door Frankrijk naar Napels terug (1289). 

### Koningin van Sicilië (en Napels)
Paus Nicolaas IV was met deze gang van zaken niet akkoord en gaf weerwerk tegen Aragon. De paus kroonde Karel en Maria tot koning van Sicilië, Jeruzalem en Achaje in de kathedraal van Rieti, bij Rome, want deze kroning had nog niet kunnen plaatsvinden door Karels gevangenschap. Omwille van de moeilijke onderhandelingen die volgden tussen Karel II en Alfons III van Aragon, bood de volgzame Karel II zich opnieuw aan als gevangene van Aragon. Doch Alfons III stuurde Karel II als een vrij man terug naar Napels. In 1290 volgde een overeenkomst met de machtige koning van Frankrijk, Filips IV, waarbij de titels van graaf van Provence en graaf van Anjou terugkeerden naar de Franse Kroon.
In 1290 stierf haar broer Ladislaus IV, koning van Hongarije, zonder directe mannelijke opvolgers. Maria ijverde er bij de paus voor om haar oudste zoon Karel Martel te kronen. Een legaat van paus Nicolaas IV kroonde in Napels haarzelf tot koningin van Hongarije (1291), waarna zij het bestuur van Hongarije doorgaf aan Karel Martel. Dit was een loutere formaliteit. Een familielid van Maria, Andreas de Venetiaan, werd de feitelijke koning van Hongarije.

### Koningin van Napels
Met het Verdrag van Caltabellotta (1302) werd er vrede gesloten tussen het Huis Anjou-Sicilië en de Kroon van Aragon. Dochter Eleonora werd uitgehuwelijkt met de nieuwe koning van Sicilië, de Aragonees Frederik II. Maria en haar man hielden zich ver van de internationale politiek van paus, Franse koning en Spaanse vorsten. Aan Karel en Maria wordt de bouw toegeschreven van het paleis van Quisisana; dit paleis is door latere koningen van Napels ruim uitgebouwd. Karel maakte zich populair bij de bevolking door de zware belastingen van zijn vader af te bouwen.
In 1309 stierf haar man Karel. Maria keerde niet terug naar Hongarije maar verbleef als koningin-moeder in Napels. 
Zij overleed in 1323, op 66-jarige leeftijd. Haar koninklijke graftombe staat in Napels-centrum, meer bepaald in de kerk van Santa Maria Donna Regina Vecchia.

## Kinderen
Karel II en Maria hadden veertien kinderen:
- Karel Martel van Anjou (september 1271 - 12 augustus 1295), titulair koning van Hongarije, vader van Karel I, koning van Hongarije
- Margaretha (1273 - 31 december 1299), gravin van Anjou en Maine
  - ∞ 1290 met graaf Karel van Valois (1270-1325)
- Lodewijk (Brignoles, 1274 - aldaar, 19 augustus 1297), aartsbisschop van Toulouse, in 1317 heilig verklaard
- Robert de Wijze (1278 - 20 januari 1343), koning van Napels
- Filips (1278 - 26 december 1332), prins van Tarente, Achaje en Albanië
- Blanca (1280 - 14 oktober 1310)
  - ∞ 1295 met koning Jacobus II van Aragón (-1327)
- Raymond Berengarius (1281 - oktober 1305), graaf van Provence, Piëmont en Andria
- Jan (1283 - 1308), geestelijke
- Tristan (1284 - 1284/88), prins van Salerno
- Eleonora van Anjou (1289 - 9 augustus 1341)
  - ∞ 1299 met Filips van Toucy, titulair prins van Antiochië
  - ∞ 1303 met koning Frederik II van Sicilië (-1337) als gevolg van het vredesverdrag van Caltabellotta (1302)
- Maria (1290 - 1346/47)
  - ∞ 1304 met koning Sancho I van Maljorca (-1324)
  - ∞ 1326 met Don Jaime III de Ejérica (-1335)
- Pietro Tempesta (129 2- 29 augustus 1315 gesneuveld in de slag bij Montecatini), graaf van Gravina
- Jan van Durazzo (1294 - 1336), graaf van Gravina, prins van Achaia, hertog van Durazzo
- Beatrix (1295 - 1335), gravin van Andria
  - ∞ 1305 met Azzo VIII d'Este (-1308), hertog van Ferrara
  - ∞ 1309 met Bertrand des Baux (-1351), graaf van Montescaglioso, groot-rechtskundig adviseur van Napels